# Rio Curcubata
O Rio Curcubata é um rio da Romênia, afluente do Râmnicul Sărat, localizado no distrito de Vrancea.